# ニクラス・グロンホルム
ニクラス・グロンホルム（芬: Niclas Grönholm, 1996年5月29日 - ）は、フィンランド・カウニアイネン出身のドライバー。現在、世界ラリークロス選手権に参加している。
父は、2000年、2002年の世界ラリー選手権（WRC）王者であり、WRC歴代3位の30勝を記録したマーカス・グロンホルム。

## 経歴

### 生い立ちと活動について
1996年5月29日、フィンランド・カウニアイネンにてマーカス・グロンホルムの長男として生まれる。
世界ラリークロス選手権に2014年のRXライツを経て、2015年からフォード・フィエスタをドライブしてRX1クラスに参戦。2016年はラリークロス界の名門・オルズバーグMSEからの参戦であった。2016年から父がチームマネージャーに就任したGRX（グロンホルム・ラリークロス）チームより参戦、2017年は所属チームGRXのオーナーとして。マシンはヒョンデ・i20で、2021年にはドライバーズランキング3位を占めた。フル電動化された2022年からはPWRレーシングからの参戦となる。
2020年は世界ラリー選手権（WRC）のラリー・モンツァにもシュコダ・ファビアでスポット参戦を行った。

## レース記録

### WRCでの年度別成績
| 年     | エントラント           | 車両                      | 1   | 2   | 3   | 4   | 5   | 6   | 7      | WDC | ポイント |
| ------ | ---------------------- | ------------------------- | --- | --- | --- | --- | --- | --- | ------ | --- | -------- |
| 2020年 | ニクラス・グロンホルム | シュコダ・ファビア R5 Evo | MON | SWE | MEX | EST | TUR | ITA | MNZ 40 | NC  | 0        |